# Chosriech
Chosriech (ros. Хосрех) – wieś w Rosji, w Dagestanie, w rejonie kulińskim. W 2010 liczyła 1630 mieszkańców, głównie Laków.